# Institutioneel Revolutionaire Partij
De Institutioneel Revolutionaire Partij (Spaans: Partido Revolucionario Institucional, PRI) is een Mexicaanse politieke partij. De partij regeerde tussen 1929 en 2000 onafgebroken over Mexico, maar zit tegenwoordig in de oppositie. De bijnaam van de PRI is el tricolor, de driekleur, genoemd naar de kleuren van het partijlogo. Aanhangers van de PRI worden priístas genoemd.

## Geschiedenis

### Oprichting
De partij werd opgericht in 1929 als Nationaal Revolutionaire Partij (PNR) door Plutarco Elías Calles, president van 1924 tot 1928. Hoewel de gewapende fase van de Mexicaanse Revolutie al jaren voorbij was, bleven de presidentiële opvolgingen gepaard gaan met geweldsuitbarstingen. De directe aanleiding was de moord op president-elect Álvaro Obregón in juli 1928. Calles beloofde de politieke rust te herstellen, van Mexico een 'natie van instituten en wetten' te maken en de 'revolutie voort te zetten in het Congres'. Tevens was het stichten van een eenheidspartij een manier om de macht van de 'revolutionaire familie' te behouden, en om te voorkomen dat de revolutionaire leiders door zouden gaan met elkaar bevechten. Op 5 januari 1929 werd de eerste partijconventie samengeroepen, en op 4 maart van dat jaar werden in Querétaro de partijstatuten en -organisatie aangenomen waarmee de partij officieel was opgericht. Onder de stichters bevonden zich naast Calles Gonzalo N. Santos, Emilio Portes Gil, José Manuel Puig Casauranc, Manuel Pérez Treviño, Luis L. León, Manlio Fabio Altamirano, David Orozco en Aarón Sáenz.
Calles werd "opperste leider" van de partij. Deze periode wordt dan ook wel het maximato genoemd. Hoewel geen president meer, oefende Calles als partijleider de werkelijke macht uit in Mexico, terwijl de zittende presidenten slechts stromannen waren. Calles wees persoonlijk de presidentskandidaat voor de verkiezingen van 1929 aan, Pascual Ortiz Rubio. Nadat deze na zijn (frauduleuze) verkiezing poogde een onafhankelijke koers aan te houden gebood Calles al zijn aanhangers uit Ortiz Rubio's kabinet te stappen, waarna Ortiz Rubio aftrad en werd vervangen door Abelardo L. Rodríguez.
Pas na de verkiezing van Lázaro Cárdenas tot president van de republiek 1934 brokkelde de macht van Calles af. Calles veroordeelde Cárdenas' steun aan vakbonden en de communistische partij, terwijl Cárdenas weinig zin had om naar de pijpen van Calles te dansen. Cárdenas liet Calles' getrouwen uit zijn kabinet zetten, oppakken of deporteren, en Calles werd in 1936 ten slotte zelf het land uit gezet.
Cárdenas liet de partij in 1936 hernoemen tot Partij van de Mexicaanse Revolutie (PRM) en hervormde de partijstructuur. De losse, voornamelijk regionaal georganiseerde structuur van de PNR werd vervangen door een 'horizontale', meer corporatistische structuur. De partij werd opgedeeld in vier sectoren, gericht op de diverse beroepsgroepen. De eerste sector werd gevormd door arbeiders, die werden vertegenwoordigd in de Confederatie van Mexicaanse Arbeiders (CTM), opgericht door de marxist Vicente Lombardo Toledano. De CTM en PMR werden ook gesteund door de Mexicaanse Communistische Partij (PCM), aangespoord door het Comintern die evenals in bijvoorbeeld Spanje, Chili en Frankrijk een volksfrontregering voorstond als bolwerk tegen het fascisme. Lombardo Toledano werd in 1941 opzij geschoven en vervangen door Fidel Velázquez, die de CTM tot 1997 zou blijven leiden. De tweede sector werd gevormd door de boeren, vertegenwoordigd door de Nationale Boerenconfederatie (CNC), opgericht in 1938. De derde sector werd gevormd door de middenklasse, die was vertegenwoordigd in de Nationale Confederatie van Volksorganisaties (CNOP). De vierde sector bestond uit militairen. Deze sector was echter aanzienlijk minder machtig dan de andere, daar Cárdenas de macht van het leger wilde terugdringen. Na de Tweede Wereldoorlog verdween de militaire sector zelfs geheel. De corporatistische machtsstructuur had twee doelen. Ten eerste kon de PRI op deze manier op alle niveaus haar macht laten gelden, ten tweede kon de bevolking op deze manier haar wensen en ongenoegens aan de partij kenbaar maken.
Cárdenas voerde een uitgesproken links beleid, gekenmerkt door onder andere steun aan stakingen en grootschalige landverdelingen. Hoogtepunt van Cárdenas' beleid was de nationalisering van de olie-industrie in 1938. Cárdenas probeerde een lans te breken voor de democratie, en zorgde ervoor dat in ieder geval lokale en regionale kandidaten door de partijleden werden gekozen. Door het gebrek aan een democratische cultuur mislukten deze democratische experimenten echter grotendeels, en ook Cárdenas zelf schroomde er niet voor om verkiezingsuitslagen te laten vervalsen. In de presidentsverkiezingen van 1940 intervenieerde hij om de PRM-kandidaat Manuel Ávila Camacho de zege toe te kennen ten koste van zijn rechtse tegenstander Juan Andrew Almazán, waarschijnlijk de echte winnaar van de verkiezingen. Onder Ávila Camacho werden de meeste socialistische hervormingsprogramma's van Cárdenas stopgezet. De band met de Communistische Partij werd verbroken en Lombardo Toledano als voorzitter van de CTM afgezet. Democratische selectieprocedures binnen de PRM werden ofwel afgeschaft ofwel veranderd in schijnverkiezingen. Oppositiepartijen werden door fraude of regelrecht geweld in bedwang gehouden, zodat Mexico vanaf dat moment de facto een eenpartijstaat was.

### Eenpartijstaat
In 1946 veranderde de PMR haar naam in Institutioneel Revolutionaire Partij. Tijdens de PRI stond Mexico dan ook bekend als de "perfecte dictatuur". Verkiezingen verwerden tot een formaliteit, om de zes jaar werd een nieuwe PRI-kandidaat als president gekozen. De presidentskandidaat werd aangewezen door de zittende president (de dedazo). Nadat een nieuwe president was aangetreden trok de vorige president zich terug uit de politiek. Ook kandidaten voor andere verkiezingen werden vaak aangewezen door hun voorganger en hadden goedkeuring van het partijestablishment nodig. Herverkiezing werd tot taboe verklaard. Op deze manier loste de PRI het machtsprobleem dat Mexico sinds haar onafhankelijkheid had geplaagd op. Politieke conflicten konden binnen het partijkader vreedzaam worden opgelost zonder dat het landsbestuur ontaardde in een volledige dictatuur waarin één persoon jarenlang absoluut machthebber was. Voor eenieder met politieke ambities was het dan ook verstandig het verdict van de PRI te accepteren. Op het hoogtepunt van haar macht leverde de PRI de president, alle ministers, alle staatsgouverneurs en 90% van het parlement. Door haar corporatistische structuur en haar nauwe banden met de media was de PRI de vanzelfsprekende winnaar van elke verkiezing; hoewel de partij er niet voor schroomde verkiezingen te vervalsen of oppositiekandidaten te intimideren, zoals gebeurde toen generaal Miguel Henríquez Guzmán het in 1954 waagde het als onafhankelijk presidentskandidaat op te nemen tegen de PRI-favoriet, verliep de stembusgang meestal relatief rustig en was het voor de partij niet eens nodig daadwerkelijk verkiezingsfraude te plegen. Men kende enkele parlementszetels aan zogenaamde satellietpartijen toe, om een schijn van democratie te creëren. Alleen de gematigd conservatieve Nationale Actiepartij (PAN), die vooral steun had onder de middenklasse, werd als daadwerkelijke oppositiepartij getolereerd, maar wist tot de jaren 80 nooit meer te winnen dan een handvol congreszetels en af en toe een burgemeester.
Ondanks het ondemocratische karakter van de PRI-staat bestond in Mexico maar ook internationaal enige bewondering voor de PRI, aangezien Mexico onder haar regering een baken van stabiliteit was, het in tegenstelling tot de meeste andere landen in Latijns-Amerika niet geplaagd werd door staatsgrepen en het geen militaire dictatuur kende. Ook kende Mexico van 1940 tot de jaren 70 een opmerkelijke economische groei, wat wel is aangeduid als het Mexicaanse Wonder.
De eerste grote deuk in het imago van de partij kwam in 1968, toen er bij het bloedbad van Tlatelolco 250 demonstrerende studenten werden vermoord. Dit luidde het begin in van een 'Vuile Oorlog', waarbij honderden tegenstanders werden vermoord. Ook werden er nog eens talloze tegenstanders gearresteerd of gemarteld. Hoewel er wel vaker tegenstanders van het regime gewelddadig vervolgd werden, ging het daarbij meestal om weinig invloedrijke groepen in uithoeken van het land; Tlatelolco was voor het eerst dat de politieke repressie zo expliciet, in de hoofdstad voor het oog van de natie, te zien was. Al snel staken over het hele land vaak gewapende dissidente groepen de kop op. Onder president Luis Echeverría (1970-1976) raakte Mexico op het randje van een burgeroorlog. Nu duidelijk was dat het oude op corporatisme gebaseerde systeem niet meer goed functioneerde, zetten Echeverría en zijn opvolger José López Portillo (1976-1982) een populistisch economisch programma in, waarin getracht werd het volk tevreden te houden door de uitgaven aan sociale programma's te verhogen, opnieuw landverdelingen door te voeren en bedrijven te nationaliseren. Dit beleid werd grotendeels betaald door de olieboom in de jaren 70.
Toen in 1982 de oliemarkt instortte, kreeg Mexico te maken met acute problemen op de begroting en was het land niet meer in staat om aan zijn internationale betalingsverplichtingen te voldoen. President Miguel de la Madrid (1982-1988) zag zich gedwongen het roer om te gooien en een meer neoliberale koers te varen. Onder zijn presidentschap werd gekort op sociale programma's en veel staatsbedrijven werden (opnieuw) geprivatiseerd. Ook werd het politieke systeem langzaam geopend. Zo kregen meer partijen toestemming deel te nemen aan verkiezingen, een verandering die overigens al onder López Portillo was begonnen.

### Recente geschiedenis
Vanaf de jaren 80 werd de positie van de PRI minder vanzelfsprekend. De partij moest steeds duidelijker haar toevlucht zoeken tot verkiezingsfraude om haar machtspositie vast te houden. In een aantal staten in vooral het noorden van Mexico ontstonden grote protesten toen de PRI de verkiezingen had gestolen op de kandidaten van de PAN. Ook aan linkerzijde brokkelde de steun voor de partij af, vooral als gevolg van de bezuinigingsprogramma's die de armste Mexicanen het hardst raakten. Verder werd duidelijk dat de overheid zich vooral onder López Portillo had bezondigd aan grootschalige corruptie en dat hooggeplaatste partijfunctionarissen en politici nauwe banden onderhielden met de georganiseerde misdaad. Het uitblijven van effectieve hulpverlening na de aardbeving van 1985 in Mexico-Stad deed het imago ook weinig goed.
In 1988 won Carlos Salinas de verkiezingen van Cuauhtémoc Cárdenas, zoon van de voormalige president. Cárdenas had zich, nadat de PRI had geweigerd in te gaan op zijn voorstel om de presidentskandidaat van de partij dat jaar in voorverkiezingen te laten bepalen, van de partij afgescheiden en nam aan de verkiezingen deel met een alternatieve lijst, gesteund door de voormalige satellietpartijen en de verenigde linkse oppositie. Salinas won volgens de officiële uitslagen de verkiezingen, hoewel grootschalige fraude werd vermoed. Een jaar later won Ernesto Ruffo Appel van de PAN de gouverneursverkiezingen van Baja California, waarmee voor het eerst sinds de jaren 30 de PRI een gouverneurszetel kwijtraakte. Rond deze tijd raakte de partij bovendien betrokken in een richtingenstrijd, waarbij de uit de corporatistische oude garde voortgekomen 'dinosaurussen' tegenover de met het neoliberalisme geassocieerde 'technocraten' kwamen te staan. Verder raakte de partij een deel van haar leden kwijt die overstapten naar Cárdenas' Partij van de Democratische Revolutie (PRD).
Verschillende politieke moorden in 1993 en 1994 beschadigden het imago van de partij nog verder. Een van de moordslachtoffers was in 1994 presidentskandidaat Luis Donaldo Colosio. Hoewel de dader waarschijnlijk een eenzame schutter was zonder duidelijke politieke banden, was dit wel de eerste keer sinds de oprichting van de partij dat de wijze waarin traditioneel de opvolging werd geregeld werd geschaad. De nieuwe kandidaat Ernesto Zedillo won weliswaar nog de verkiezingen, maar brak met de traditie door Salinas niet de hand boven het hoofd te houden, nadat duidelijk was geworden dat deze zich tijdens zijn termijn schuldig had gemaakt aan corruptie en machtsmisbruik. Bij de Congresverkiezingen van 1997 verloor de PRI voor het eerst de absolute meerderheid in het Congres van de Unie. In 2000 wist Vicente Fox van de PAN zelfs de presidentsverkiezingen te winnen, en is de PRI voor het eerst in haar geschiedenis in de oppositiebanken terechtgekomen.
Hoewel de PRI het presidentschap kwijt is, mag de macht van de partij niet onderschat worden. Ze heeft nog altijd het meest uitgebreide netwerk van alle politieke partijen in Mexico. Tot 2006 had de partij nog de grootste fractie in het Congres. Daar de partij in de Mexicaanse politiek een centrumpositie inneemt heeft ze nog betrekkelijk veel macht. Zowel de PAN als de PRD hebben in het congres de steun van de PRI nodig om aan een meerderheid te kunnen komen. Ook op deelstaatniveau is de partij nog duidelijk de sterkste; nog steeds zijn 10 van de 31 staten van Mexico sinds de jaren 30 nooit door een andere partij dan de PRI bestuurd. Dat de PRI nog steeds niet helemaal verslagen is, werd bewezen bij de gouverneursverkiezingen in de deelstaat Mexico in 2005. De toen nog onbekende PRI-kandidaat Enrique Peña wist binnen korte tijd veel steun te vergaren en met overmacht de verkiezingen te winnen.
Roberto Madrazo was de PRI-kandidaat voor de presidentsverkiezingen van 2006. Hij was de enig overgebleven kandidaat nadat Arturo Montiel zich uit de race had teruggetrokken nadat een corruptieschandaal over hem bekend was geworden. Madrazo had een slechte reputatie en zelfs binnen zijn partij bestond er openlijk verzet tegen zijn kandidatuur. Verschillende prominente partijleden verlieten in deze periode de partij, waaronder de zeer invloedrijkste voorzitster van de lerarenvakbond Elba Esther Gordillo. Madrazo werd in de presidentsverkiezingen derde met 22%, het slechtste resultaat voor een PRI-kandidaat ooit. De PRI haalde in de gelijktijdige parlementsverkiezingen 104 zetels in de Kamer van Afgevaardigden en 31 in de Kamer van Senatoren, bijna een halvering ten opzichte van het oude aantal.
Vanaf 2006 onder leiding van Beatriz Paredes ging het de PRI echter weer meer voor de wind. De partij bleef relatief vrij van interne conflicten en door de sterke polarisatie tussen de rechtse PAN en de linkse PRD kreeg de partij wegens haar middenpositie de politieke balans in handen. Opiniepeilingen wezen uit dat de PRI onder de Mexicanen weer de populairste partij was geworden en dat Peña de populairste politicus van het land was. Bij de congresverkiezingen van 2009 wist de partij dan ook een grote overwinning te boeken, en werd met 237 zetels weer met afstand de grootste partij van het land. Vaak wordt het escaleren van de Mexicaanse Drugsoorlog gezien als verklaring van de wederopstanding van de PRI. De partij speelt graag in op de onvrede en wijst erop dat het Mexico onder PAN-bestuur niet beter af is gegaan. Hoewel (of omdat) onder PRI-bewind vaak nauwe banden bestonden tussen de drugskartels en de politiek was er van extreem geweld geen sprake. Ook had de PRI van de grote partijen de warmste contacten met de media, en dan nog voornamelijk de televisie.
Presidentskandidaat voor 2012 was Peña Nieto, die volgens de peilingen op een ruimte voorsprong kon rekenen. Hij won inderdaad de verkiezingen van 2012 en was president van 2012 tot 2018. De tussentijdse verkiezingen van 2015 leverden nog een redelijk goed resultaat op en werd gezien als een overwinning voor Peña Nieto en de PRI. 
Voor de verkiezingen van 2018 was José Antonio Meade kandidaat. De partij werd wederom geplaagd door corruptieschandalen op federaal en deelstaat-niveau. Ook de  behandeling van het geval van de vermissing van 43 scholieren uit Ayotzinapa werd de PRI zwaar aangerekend. De partij kwam op de derde plaats en verloor erg veel zetels in de Senaat en de Kamer van Afgevaardigden.
Bij de verkiezingen van 2024 vormde de PRI een coalitie met PAN en PRD en steunde Xóchitl Gálvez als presidentskandidaat. De partij behaalde 11.33% van de stemmen en was daarmee de gedeeld derde/vierde partij van het land, samen met de Partij van de Burgerbeweging. In de nasleep van deze verkiezingen werden de statuten van de partij veranderd zodat Alejandro Moreno herverkozen kon worden als partijvoorzitter.

## Aanhang
Qua leden is de partij nog altijd de grootste. In de Kamer van Afgevaardigden heeft de PRI sinds 2018 45 zetels, waarmee het de vijfde partij is. In de Kamer van Senatoren is de PRI na Morena en PAN de derde partij. De partij levert 20 gouverneurs en de burgemeesters van de meeste grote steden. De partij heeft haar sterkste aanhang in het oosten van het land en heeft relatief minder aanhang in de grote steden dan op het platteland. De huidige leider van de PRI is Alejandro Moreno.

## Presidentskandidaten
- 1929: Pascual Ortiz Rubio
- 1934: Lázaro Cárdenas del Río
- 1940: Manuel Ávila Camacho
- 1946: Miguel Alemán
- 1952: Adolfo Ruiz Cortines
- 1958: Adolfo López Mateos
- 1964: Gustavo Díaz Ordaz
- 1970: Luis Echeverría Álvarez
- 1976: José López Portillo
- 1982: Miguel de la Madrid
- 1988: Carlos Salinas de Gortari
- 1994: Ernesto Zedillo
- 2000: Francisco Labastida
- 2006: Roberto Madrazo
- 2012: Enrique Peña Nieto
- 2018: José Antonio Meade
- 2024: Xóchitl Gálvez

## Partijvoorzitters
- 1929-1930: Manuel Pérez Treviño
- 1930: Basilio Badillo
- 1930: Emilio Portes Gil
- 1930-1931: Lázaro Cárdenas del Río
- 1931-1933: Manuel Pérez Treviño
- 1933: Melchor Ortega
- 1933: Manuel Pérez Treviño
- 1933-1934: Carlos Riva Palacio
- 1934-1935: Matías Olvera Victor Eduardo
- 1935-1936: Emilio Portes Gil
- 1936-1938: Silvano Barba González
- 1938-1939: Luis I. Rodríguez
- 1939-1940: Heriberto Jara
- 1940-1946: Antonio I. Villalobos
- 1946: Rafael Pascasio Gamboa
- 1946-1952: Rodolfo Sánchez Taboada
- 1952-1956: Gabriel Leyva Velázquez
- 1956-1958: Agustín Olachea
- 1958-1964: Alfonso Corona del Rosal
- 1964-1965: Carlos A. Madrazo
- 1965-1968: Lauro Ortega
- 1968-1970: Alfonso Martínez Domínguez
- 1970-1972: Manuel Sánchez Vite
- 1972-1975: Jesús Reyes Heroles
- 1975-1976: Porfirio Muñoz Ledo
- 1976-1979: Carlos Sansores
- 1979-1981: Gustavo Carvajal Moreno
- 1981: Javier García Paniagua
- 1981-1982: Pedro Ojeda Paullada
- 1982-1986: Adolfo Lugo Verduzco
- 1986-1988: Jorge de la Vega Domínguez
- 1988-1992: Luis Donaldo Colosio
- 1992: Rafael Rodríguez Barrera
- 1992-1993: Genaro Borrego Estrada
- 1993-1994: Fernando Ortíz Arana
- 1994: Ignacio Pichardo Pagaza
- 1994-1995: María de los Angeles Moreno
- 1995-1996: Santiago Oñate Laborde
- 1996-1997: Humberto Roque Villanueva
- 1997-1999: Mariano Palacios Alcocer
- 1999: José Antonio González Fernández
- 1999-2002: Dulce María Sauri
- 2002-2005: Roberto Madrazo
- 2005: César Augusto Santiago
- 2005-2007: Mariano Palacios Alcocer
- 2007-2011: Beatriz Paredes
- 2011: Humberto Moreira
- 2011: Cristina Díaz Salazar
- 2011-2012: Pedro Joaquín Coldwell
- 2012: Cristina Díaz Salazar
- 2012-2015: César Camacho Quiroz
- 2015-2016: Manlio Fabio Beltrones
- 2016: Carolina Monroy del Mazo
- 2016-2018: Enrique Ochoa Reza
- 2018-2018: René Juárez Cisneros
- 2018-2019: Claudia Ruiz Massieu Salinas
- 2019-heden: Alejandro Moreno Cárdenas